# دهستان مزرعه شمالی
دهستان مزرعه شمالی نام دهستانی در بخش وشمگیر شهرستان آق‌قلا، استان گلستان در ایران است. براساس سرشماری مرکز آمار ایران در سال ۱۳۸۵، جمعیت آن ۱۳۳۹۹ نفر (۲۷۳۲ خانوار) بوده‌است.